# Cantacorbs (Alàs i Cerc)
El Cantacorbs és una serra situada entre els municipis d'Alàs i Cerc, la Seu d'Urgell i de Ribera d'Urgellet a la comarca de l'Alt Urgell, amb una elevació màxima de 952 metres.